# Maureen Watson
Vale Maureen Frances Watson (* 9. November 1931 in Rockhampton, Queensland, Australien; † 4. Januar 2009 in Stradbroke Island, Queensland, Australien) war eine australische Aktivistin, Sängerin, Schauspielerin und Autorin. Sie ist vor allem für ihren Einsatz für die Rechte der Aborigines bekannt.

## Leben und Werk
Watson war Tochter der Birri Gubba  und wuchs im Dawson Valley auf. In ihrer Jugend war sie eine sehr gute Reiterin und Sportlerin, bis ein schwerer Sturz eine Sportkarriere zunichtemachte. Als Teenager arbeitete sie daher an der Seite ihres Vaters und eignete sich Fähigkeiten im Känguruschießen, Dingos fangen, Vieh zusammentreiben treiben und brandmarken, Baumwolle pflücken, Saatgut anbauen und Traktoren und Bulldozer fahren an. Sie heiratete mit 21 Jahren Harold Bayles, mit dem sie fünf Söhne bekam. 1970 zog sie mit ihrer Familie nach Brisbane. Sie schloss sich dort der damals entstehenden Aborigine-Rechtsbewegung an und begann ein Kunststudium an der University of Queensland. 1972 nahm sie an einem sechswöchigen Ausbildungsprogramm für darstellende Künste teil und reiste als Schauspielerin, Dramatikerin und Sängerin durch Australien.
Zehn Jahre später veröffentlichte Watson ihre erste Sammlung von Kurzgeschichten und Gedichten mit dem Titel Black Reflections, das die negativen Ansichten der australischen Aborigines infrage stellte. Viele ihrer Werke drehten sich um die negativen Darstellungen der australischen Aborigines. Mit ihren Schriften versuchte sie, die Widerstandsfähigkeit und den Reichtum der Kultur der Aborigines zu beleuchten, indem sie eine Gegenerzählung zu vorherrschenden Stereotypen bot. Sie war 1983 die Erzählerin in Robert Brophos Film Mundu Nyuringu und trat 1986 in Jack Davis Theaterstück The Honey Spot auf.
Nach ihrem Umzug nach Sydney gründete sie 1981 in Redfern die Aboriginal Peoples Gallery. Sie gehörte 1982 zur ersten Gruppe der Aborigine-Proteste gegen die Commonwealth Games in Brisbane und wurde bei der Teilnahme an Demonstrationen dreimal verhaftet.
Das Geschichtenerzählen blieb ihr wichtigstes Medium zur Förderung der Kultur der Aborigines und sie reiste durch Australien, Neuseeland und Europa, um dort Geschichten von den Erfahrungen der Aborigines mit dem Stadtleben zu erzählen.
Sie war Gründungsmitglied indigener Organisationen wie Radio Redfern und der Aboriginal People's Gallery. In den letzten Jahrzehnten des 20. Jahrhunderts trug sie dazu bei, die mündliche Tradition aufrechtzuerhalten, indem sie im Radio und Fernsehen las und in Schulen auftrat.
Sie arbeitete auch mit Sisters Inside zusammen, einer Selbsthilfegruppe für Frauen im Gefängnis. Sie war eine qualifizierte und erfahrene Beraterin für Neuro-Linguistisches Programmieren.

## Auszeichnungen und Ehrungen (Auswahl)
- Global Leadership Prize der Vereinten Nationen
- Red Ochre Award des Australia Council for the Arts
- Am 9. November 2024 wurde ihr zu Ehren ein Google Doodle veröffentlicht.[7]

## Veröffentlichungen (Auswahl)
- Kaiyu's waiting: an Aboriginal story. Richmond: Hodja Educational Resources Cooperative, 1984.